# Kim Duk Koo
Duk Koo Kim (김득구?, 金得九?, Gim Deuk-guMR), noto anche con lo pseudonimo di Gidae (in italiano: intuizione) (Gangwon, 29 giugno 1955 – Paradise, 18 novembre 1982), è stato un pugile sudcoreano, nella categoria pesi leggeri, morto a seguito di un incontro di boxe del campionato mondiale contro Ray Mancini. La sua morte ha portato ad una serie di riforme nel pugilato volte a proteggere meglio la salute dei pugili, tra cui la riduzione del numero di round da 15 a 12.

## Biografia
Duk Koo (Kim è il cognome; in Corea il cognome precede sempre il nome) è nato nella provincia di Gangwon, in Corea del Sud, il più giovane di cinque figli. Suo padre morì quando lui aveva due anni e sua madre si sposò altre tre volte. Kim Duk Koo è cresciuto povero. Ha svolto lavori saltuari come lustrascarpe e guida turistica prima di entrare nel pugilato nel 1976.

## Carriera
Dopo un inizio dilettantistico con 29 vittorie e 4 sconfitte, è diventato professionista nel 1978. Nel febbraio 1982 ha vinto il titolo dei pesi leggeri della Federazione di boxe dell'Oriente e del Pacifico ed è arrivato ad essere il numero 1 della classifica della World Boxing Association. Kim, prima di volare a Las Vegas come numero 1 della WBA per sfidare il campione del mondo dei pesi leggeri Ray Mancini, aveva una carriera di 17 vittorie, una sconfitta ed un pareggio, di cui 8 vittorie per KO. Tuttavia, aveva combattuto fuori dalla Corea del Sud solo una volta, nelle Filippine. Era la prima volta che combatteva in Nord America.

## Il match contro Mancini
Nell'ambiente pugilistico statunitense Kim era considerato un avversario abbordabile: a dispetto del suo buon record (17 vittorie, di cui otto per KO, con due sconfitte e un pareggio) non aveva mai combattuto un incontro di 15 round precedentemente, mentre Ray Mancini, più esperto, aveva già portato un match almeno al 14º round. 
Mancini tuttavia non era altrettanto fiducioso e affermò di aspettarsi una "guerra" sul ring. Kim si preparò all'incontro in modo molto rigido: nei giorni precedenti fece notevoli sforzi per perdere peso, in modo da stare sotto il limite di 135 libbre dei pesi leggeri; prima del combattimento dichiarò pubblicamente: "O muore lui o muoio io" e scrisse la frase "vivere o morire" (talora impropriamente tradotta "uccidere o essere uccisi") su una lampada della stanza dell'hotel di Las Vegas dove alloggiava.
L'incontro tra Mancini e Kim si tenne nell’arena allestita presso il Caesars Palace il 13 novembre 1982. I due pugili si affrontarono a viso aperto e per una buona parte dell'incontro il coreano parve aver la meglio, al punto che Mancini, in difficoltà nel tenergli testa, fu sul punto di ritirarsi. I colpi di Kim ferirono gravemente Mancini all'orecchio sinistro e gli causarono una notevole tumefazione all'occhio sinistro; Mancini inoltre subì un infortunio alla mano sinistra. 
La situazione si ribaltò durante gli ultimi round, allorché Mancini iniziò a colpire con maggiore precisione e frequenza. Nell'undicesimo round Kim cadde in ginocchio, fu contato e si rialzò. All'inizio del 13º round Mancini bersagliò Kim con una raffica di 39 pugni consecutivi, ma Kim parve essersi ripreso e riuscì ad evitare il peggio, come notato anche da Sugar Ray Leonard, che era presente a bordo ring come telecronista; i cartellini dei giudici rimanevano abbastanza in equilibrio. Il momento decisivo si ebbe durante il 14º round: dopo 19 secondi Mancini si portò in avanti e colpì Kim con un destro; il coreano indietreggiò cercando di riprendersi, schivò un sinistro dell'avversario, ma non riuscì a fare altrettanto col successivo destro. Kim cadde violentemente contro le corde, rimbalzò e stramazzò scompostamente al tappeto battendo la testa; riuscì nuovamente a rialzarsi, pur se malfermo, ma a quel punto l'arbitro Richard Green fermò l'incontro e dichiarò la vittoria di Mancini KO tecnico.
Pochi minuti dopo la fine dell'incontro Kim entrò in coma; trasportato al Desert Springs Hospital, gli fu riscontrato un ematoma subdurale nel cranio, costituito da 100 cm³ di sangue. In ospedale fu eseguito un intervento chirurgico cerebrale di emergenza per cercare di salvarlo, ma invano: Kim morì quattro giorni dopo l'incontro, il 18 novembre. Lo scalpore dell'incidente fu molto grande, perché l'incontro era stato trasmesso in diretta televisiva negli Stati Uniti.

## Conseguenze della morte di Kim
Mancini attraversò un periodo di depressione, con forti sensi di colpa per la morte di Kim. Dopo che gli amici riuscirono a risollevarlo dicendo che si trattò solo di un incidente, Mancini continuò la sua carriera, sebbene fosse ancora sconvolto per la morte di Kim. Il suo manager, Bob Arum, diceva che Mancini "non è mai stato più lo stesso" dopo la morte del pugile sudcoreano. Due anni dopo, Mancini perse il titolo contro Livingstone Bramble.
Quattro settimane dopo il fatale match, l'incontro tra Mike Weaver e Michael Dokes, nello stesso Caesars Palace, terminò con un KO tecnico dichiarato dopo soli 63 secondi. L'arbitro ammise di aver interrotto così presto l'incontro per ordine della Nevada State Athletic Commission, che richiese agli arbitri di accertare le condizioni di salute di uno dei pugili, alla luce di quanto accaduto nell'incontro Mancini-Kim, e fu decisa una ripetizione del match.
La madre di Kim volò dalla Corea del Sud a Las Vegas per stare con suo figlio prima che i macchinari di supporto vitale fossero spenti. Tre mesi dopo, si tolse la vita bevendo una bottiglia di pesticida. L'arbitro dell'incontro, Richard Green, si suicidò con un colpo di pistola il 1º luglio 1983 per i sensi di colpa per non aver fermato prima l'incontro.
Kim ha lasciato una fidanzata, Lee Young-Mee, che era incinta del loro figlio, Kim Chi-Wan, nato nel luglio del 1983. Nel 2011 madre e figlio hanno avuto un incontro con Ray Mancini come parte di un documentario sulla vita di Mancini intitolato The Good Son.

## Modifiche al regolamento del pugilato
La WBC annunciò durante la sua convenzione annuale del 1982 che molte regole riguardanti le condizioni mediche dei pugili prima di combattere dovevano essere cambiate. Uno dei più significativi fu la riduzione del limite di durata dei combattimenti per titolo da quindici round a dodici. La WBA e l'IBF imitarono la WBC nel 1987. Quando nel 1988 si formò la WBO, essa adottò fin da subito il limite di 12 round.
Negli anni successivi alla morte di Kim furono introdotte nuove procedure mediche per i controlli pre-combattimento, rendendo obbligatori elettrocardiogramma, test della funzionalità cerebrale e dei polmoni. Prima del 1982 i controlli dei pugili prima degli incontri consistevano solo nella misura della pressione arteriosa e del battito cardiaco.